# Onthophagus somalicus
Onthophagus somalicus là một loài bọ cánh cứng trong họ Bọ hung (Scarabaeidae).